# Třída Émeraude
Třída Émeraude byla třída ponorek francouzského námořnictva. Celkem bylo postaveno šest jednotek této třídy. Francouzské námořnictvo je provozovalo v letech 1908–1919. Dvě byly během služby ztraceny. Byly to první francouzské ponorky vyzbrojené kanónem.

## Stavba
Šest jednotek této třídy bylo postaveno v rámci programu pro rok 1903. Navrhl je M. Maugas. Stavbu zajistily loděnice Arsenal de Cherbourg v Cherbourgu a Arsenal de Toulon v Toulonu. Stavba byla zahájena roku 1903. Do služby byly přijaty v letech 1908–1910.
Jednotky třídy Émeraude:
| Jméno           | Loděnice             | Založení kýlu | Spuštěn            | Vstup do služby | Osud |
| --------------- | -------------------- | ------------- | ------------------ | --------------- | --- |
| Émeraude (Q41)  | Arsenal de Cherbourg | 1903          | 6. srpna 1906      | 1908            | Vyřazena 1919. |
| Opale (Q42)     | Arsenal de Cherbourg | 1903          | 20. listopadu 1906 | 1908            | Vyřazena 1919. |
| Rubis (Q43)     | Arsenal de Cherbourg | 1903          | 26. června 1907    | 1909            | Vyřazena 1919. |
| Saphir (Q44)    | Arsenal de Toulon    | 1903          | 6. února 1908      | 1909            | Dne 15. ledna 1915 v Dardanel potopena minou. |
| Topase (Q45)    | Arsenal de Toulon    | 1903          | 2. července 1908   | 1910            | Vyřazena 1919. |
| Turquoise (Q46) | Arsenal de Toulon    | 1903          | 3. srpna 1908      | 1910            | Dne 30. října 1915 poškozena tureckým dělostřelectvem a následně najela na břeh. Osmané ji opravili a přejmenovali na Müstecip Onbaşı, ale do služby svého námořnictva ji nezařadili. Po válce byla vrácena Francii. |

## Konstrukce

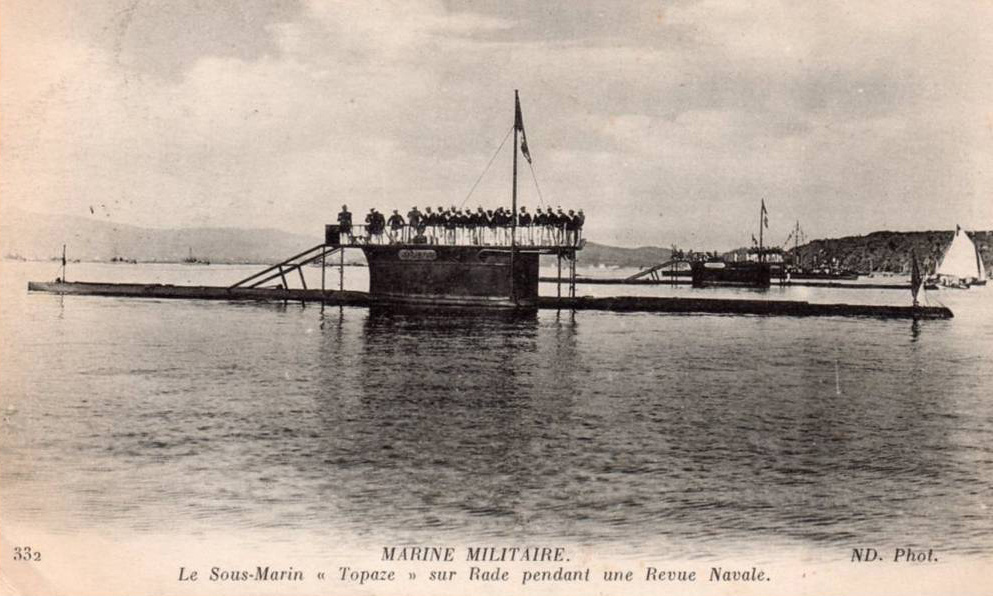
Topase (Q45)

Ponorky měly jednoplášťový trup. Vyzbrojeny byly šesti 450mm torpédomety (čtyři příďové, dva záďové). Nenesly náhradní torpéda. Pohonný systém tvořily dva diesely Sautter-Harlé o výkonu 600 hp a dva elektromotory, pohánějící dva lodní šrouby. Nejvyšší rychlost dosahovala 11,5 uzlu na hladině a 9,2 uzlu pod hladinou. Dosah byl 2000 námořních mil při rychlosti 7,3 uzlu na hladině a 100 námořních mil při rychlosti pěti uzlů pod hladinou. Operační hloubka ponoru dosahovala čtyřicet metrů.

### Modernizace
Roku 1915 byly Topase a Turquoise vyzbrojeny 37mm/40 kanónem M1902. Topase zároveň měla zvětšenou velitelskou věž.